# Malechov (hradiště)
Malechov je pravěké hradiště u stejnojmenné vesnice v okrese Klatovy. Nachází se na vrchu Malechovská hůrka nad pravým břehem řeky Úhlavy asi jeden kilometr jižně od vesnice. Jeho pozůstatky jsou chráněny jako kulturní památka ČR.

## Historie
Hradiště bylo osídleno v pozdní době halštatské. Datování provedl Josef Maličký na základě keramických střepů získaných povrchovým sběrem a potvrdili je Jaroslav Bašta a Dara Baštová. Ti v malé sondě odkryli část zahloubeného objektu, kterým by mohla být polozemnice, kde nalezli zvířecí kosti, mazanici a soubor keramických střepů.

## Stavební podoba
Staveništěm trojdílného hradiště se stal vrch s nadmořskou výškou 462 metrů. Chránila ho dvojice hradeb, po kterých se zachovaly převážně kamenité valy vzájemně vzdálené čtyřicet až padesát metrů. Na některých místech jsou patrné stopy spečení kamenů požárem. Valy vymezují centrální hradiště, na které na východní a západní straně navazují předhradí.